# Jurinella niveisquamma
Jurinella niveisquamma är en tvåvingeart som först beskrevs av Engel 1920.  Jurinella niveisquamma ingår i släktet Jurinella och familjen parasitflugor.
Artens utbredningsområde är Bolivia. Inga underarter finns listade i Catalogue of Life.